# Filmpalatset
Filmpalatset är en biograf i Bromölla i Skåne, Sverige som invigdes 1955, då under namnet "Mosaiken". Den består av en salong med 166 platser och är handikappsanpassad, med plats för cirka 8 rullstolar och är utrustad med hörslinga och RWC. Biografen är THX-certifierad sedan 1995.
Bion fick 2001 utmärkelsen Sveriges bästa biograf av TV-programmet Filmkrönikan.